# …It's Nice to Be Privileged
…It's Nice to Be Privileged är en svensk dokumentärfilm från 1976 i regi av Matheo Yamalakis.
Filmen består av fem delar där den första delen handlar om en framgångsrik affärsman vid namn Jesus, den andra om den Mexikanska revolutionen, den tredje om en karnevalsvecka i Veracruz, den fjärde om en grupp prästers arbete i Mexico City och den femte om indianernas kultur och svåra levnadsvillkor.
Inspelningen ägde rum i Mexiko mellan december 1974 och maj 1975 och filmen premiärvisades den 28 juni 1976 på biografen Victoria i Stockholm. Den visades även av Sveriges Television året efter, då nedkortad med fem minuter.
Filmen fick ett blandat mottagande.